# Áo nịt bụng

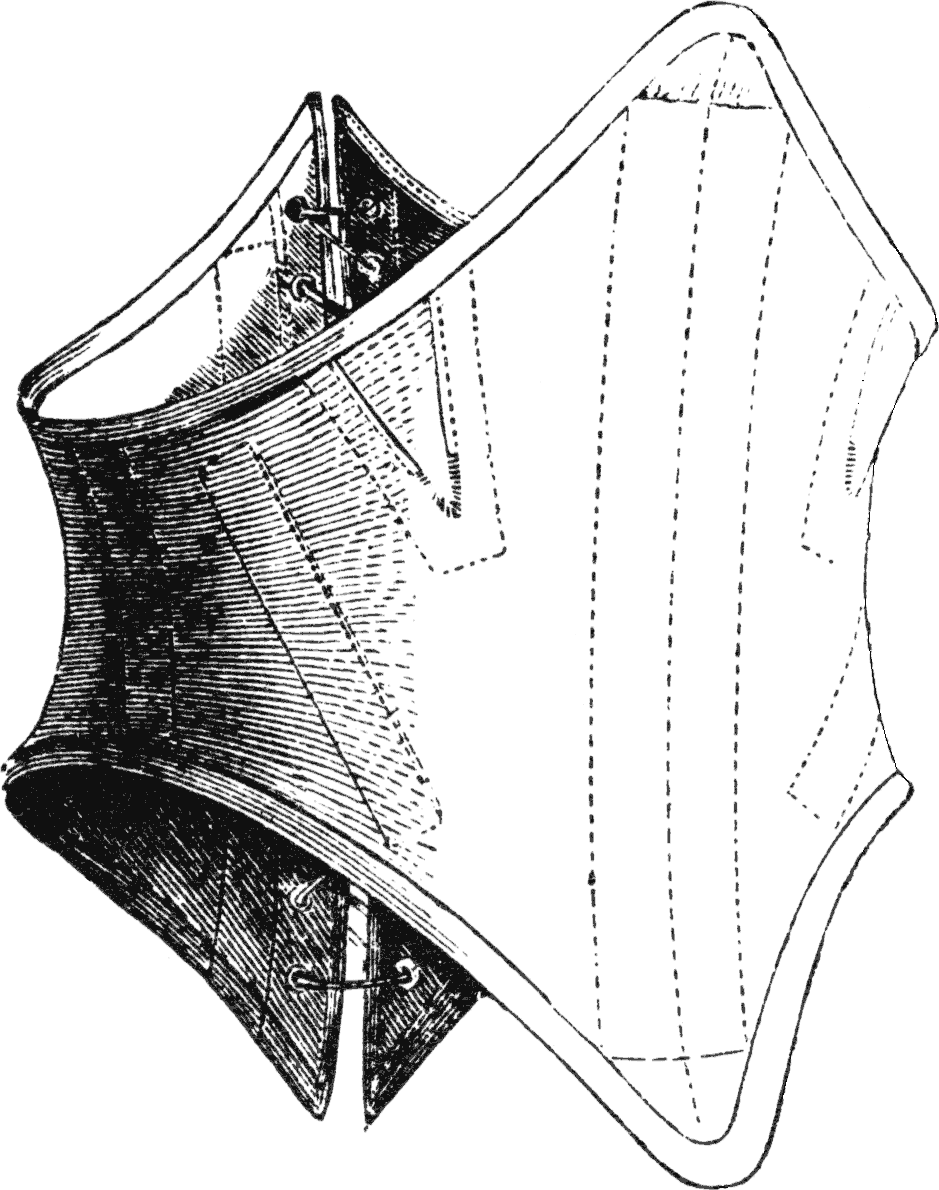
Một corset ngắn, 1860, của một phần.

Áo nịt bụng (còn gọi là waspie) được sử dụng với mục đích làm cho vòng eo của người mặc nhỏ hơn hoặc trông thon gọn hơn. Áo nịt bụng được chia làm hai dạng phổ biến: Áo Latex (làm bằng cao su) và Áo Corset dạng ngắn làm từ vải và xương thép.

## Hiện nay
Áo nịt bụng và Latex từ những năm 1980 là một loại thắt lưng to, có dây thắt làm bằng vải co dãn và nhựa dẻo.
Hiện nay, loại áo được làm từ vải tổng hợp co dãn và cao su như vậy trở nên phổ biến hơn do sự đơn giản, dễ dàng kết hợp với đồ tập.

## Áo nịt bụng corset có xương
Ribbon Corset (hay đơn giản là áo Corset) được làm bằng các mảnh vải ruy băng, khác với vải dệt. Năm 1901, corset đầu tiên bằng ruy băng lụa đơn giản, có hai xương và một khung cài áo được tạo ra, giúp phụ nữ tự cải tiến và mặc áo corset của mình.
Một corset có hình dáng giống corset ruy băng (gọi là pseudo-ribbon corset) được làm từ vải may thay vì ruy băng. Các đường may bên ngoài của vải cắt được may cẩn thận, nhưng các đường nối chỉ bên trong đơn giản.

## Chức năng

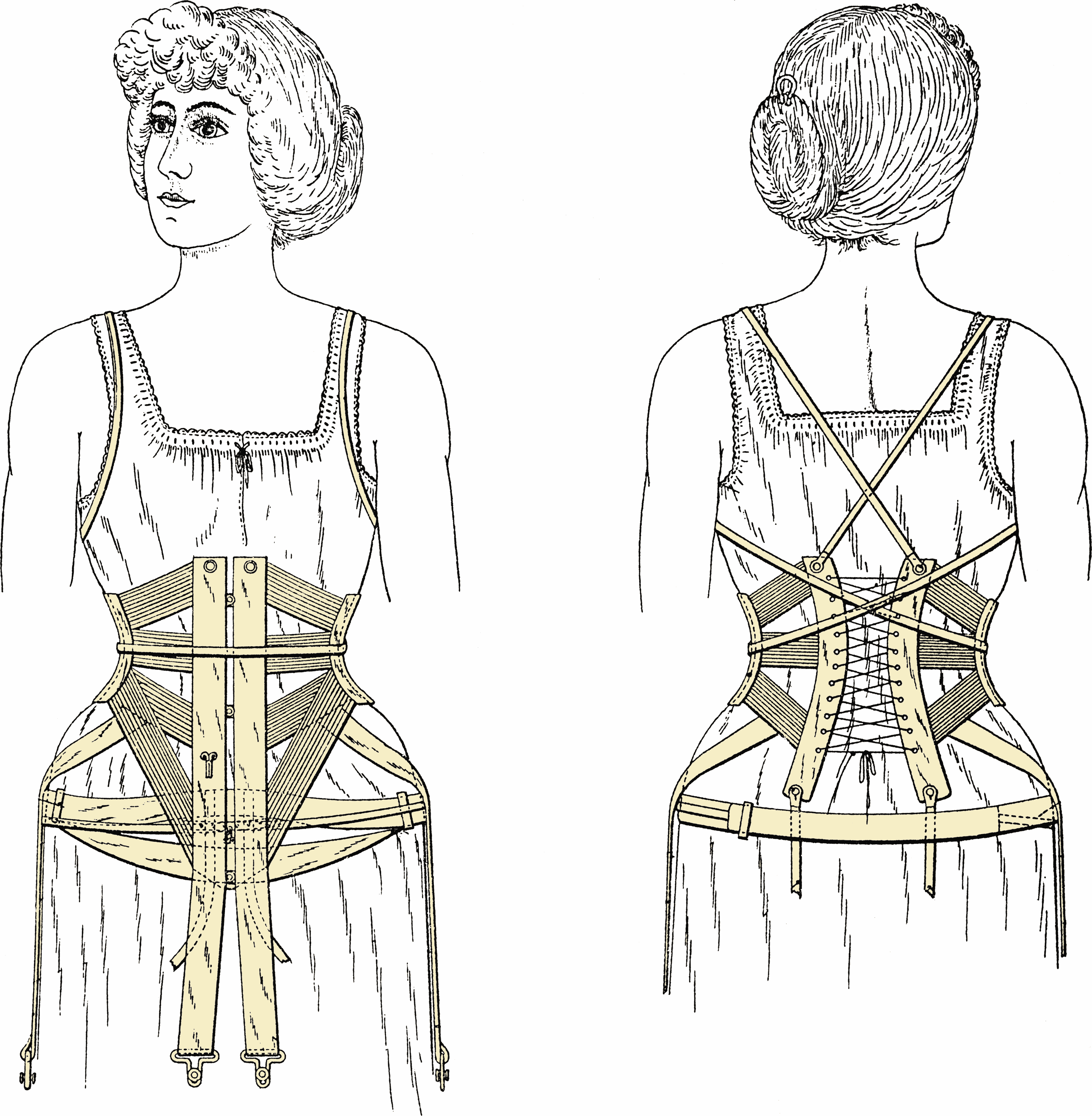
Một corset ngắn từ năm 1906

Áo corset ngắn đã được sử dụng làm áo corset nhẹ dùng khi ngủ và có thể mặc trực tiếp (tiếp xúc với da) hoặc mặc ngoài quần áo. Ngoài corset, có các kiểu đai đai đàn hồi đã được sử dụng ở bên trong quần áo tăng cường hình dạng, được gọi chung là shapewear (các mặt hàng được thiết kế để mặc bên dưới và không nhìn thấy được giúp làm mịn, định hình hình dáng để cải thiện dáng người mặc.)
Hiện nay, có nhiều người sử dụng các loại áo nịt bụng kiểu cổ điển như 1 style thời trang, từ thắt lưng rộng cho đến áo corset hiện đại. Kiểu dáng của những chiếc áo này thay đổi theo trend nhưng vẫn giữ nguyên cơ cấu thiết kế cơ bản: co dãn ở mặt sau của áo và có nút thắt hoặc khuy cài ở đằng trước để cố định vòng eo.
Các kiểu corset truyền thống hơn vẫn còn tồn tại đến nay. Các kiểu corset thể hiện tốt nhất thời trang áo nịt bụng cổ điển này là 'thắt lưng Tây Ban Nha' - đôi khi có vải co dãn ở lưng, và sử dụng giống với các kiểu thắt lưng hiện đại.
Phong cách corset cổ điển hơn áo nịt bụng nhưng vẫn giữ chức năng của chúng vẫn tồn tại. Chúng hoạt động giống như áo corset nhẹ hiện đại, nhưng cung cấp sự hỗ trợ xương sống tốt hơn.

## Hình ảnh ví dụ về áo Latex và các loại áo corset dạng ngắn tương tự

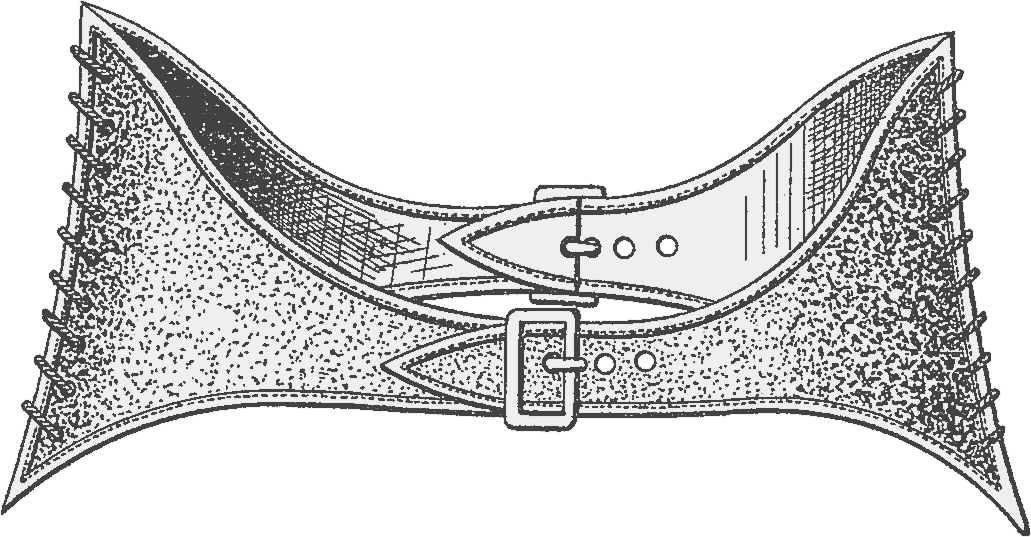
Vành đai áo lót (1893)
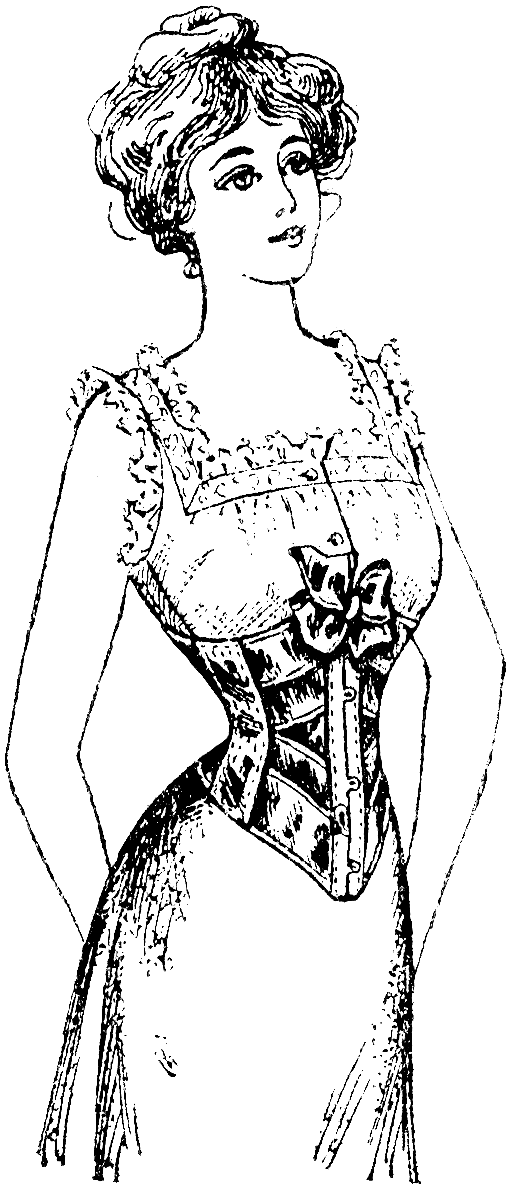
Corset ngắn thẳng phía trước của ruy băng, được đặt tên là Ribbon Corset, khoảng năm 1901.[4] (giấu đồ lót 1901-1908)
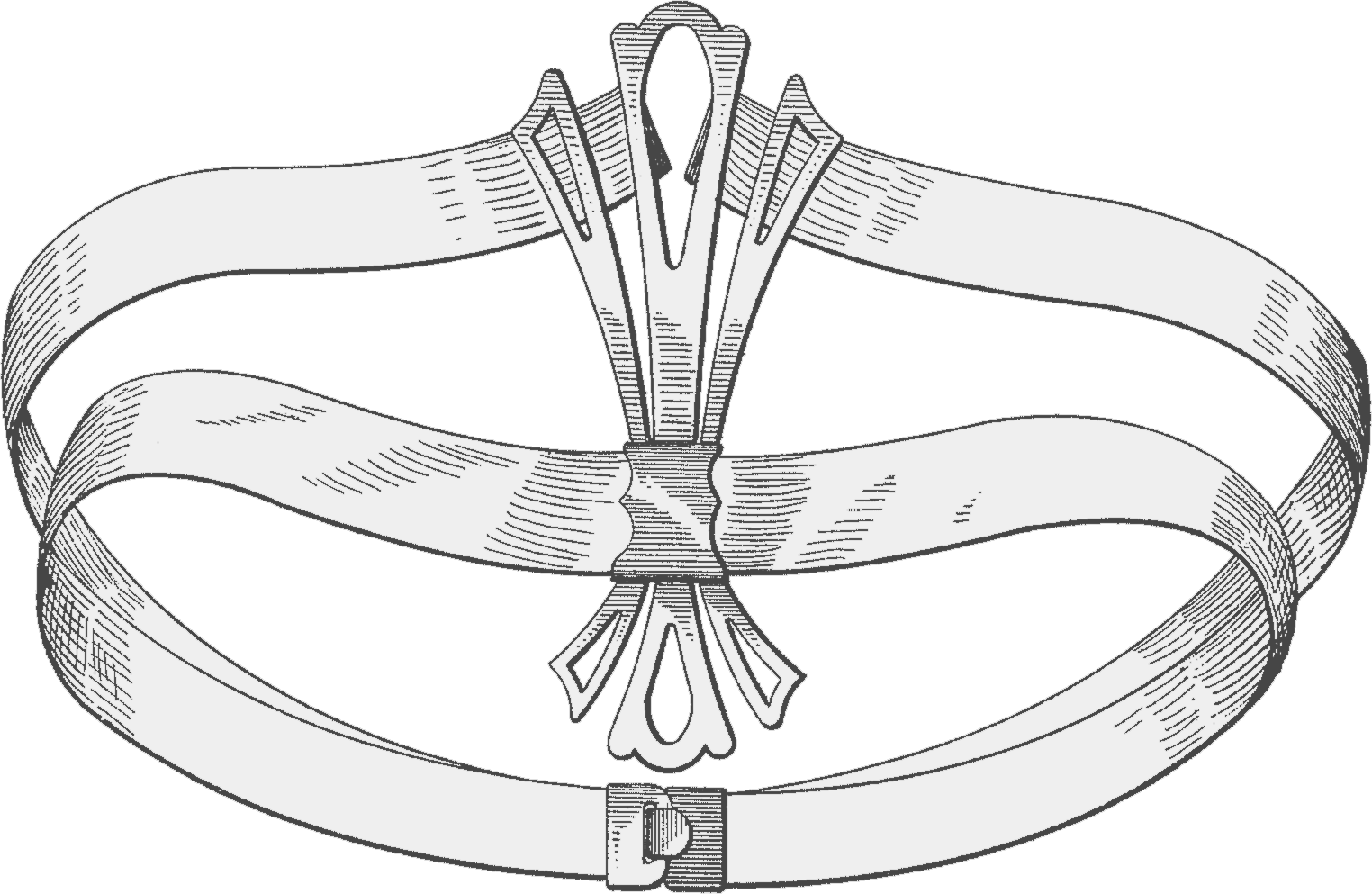
Thắt lưng nữ, một cái gì đó giữa thắt lưng và cincher eo (1902)
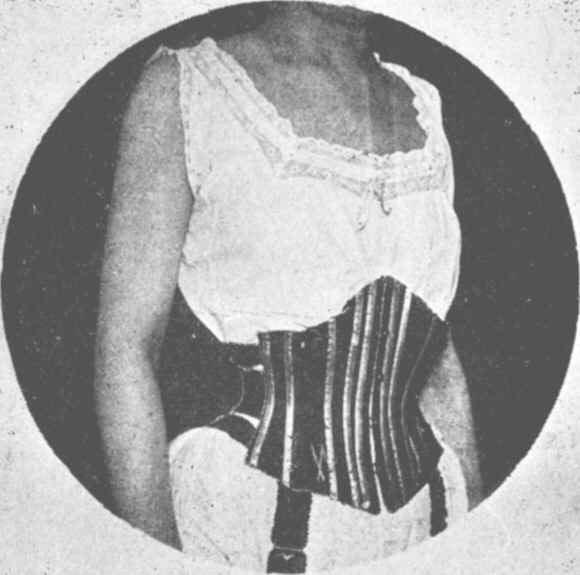
Một Cincher eo mặc ở nhà và đi ngủ. (đồ lót che giấu c. 1905)
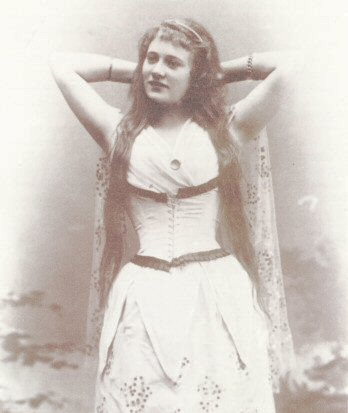
Eo Cincher cho trang phục của một ca sĩ. (vào khoảng 1905)
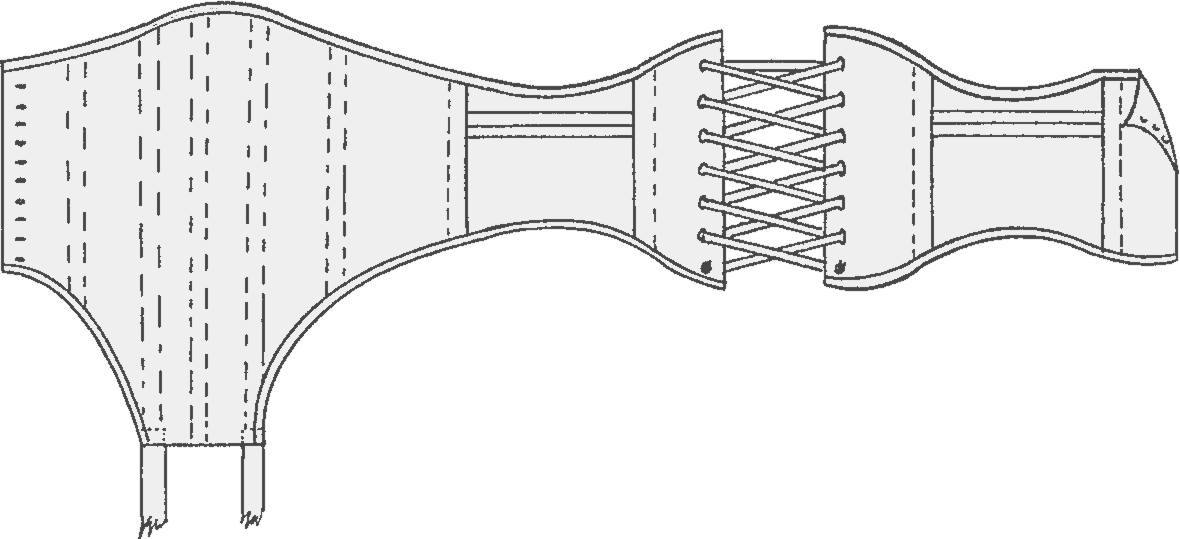
Thắt lưng Corset (giấu đồ lót 1920)